# Nhà kỷ niệm Mao Chủ tịch
Nhà kỷ niệm Mao Chủ tịch (giản thể: 毛主席纪念堂, phồn thể: 毛主席紀念堂, bính âm: Máo Zhǔxí Jìniàntáng, Hán Việt: Mao chủ tịch Kỷ niệm đường), tiếng Việt thường gọi là Lăng Mao Trạch Đông. Đây là nơi đặt thi hài của Mao Trạch Đông, Chủ tịch Trung ương Đảng Cộng sản Trung Quốc. Tòa nhà này nằm giữa Quảng trường Thiên An Môn, Bắc Kinh.
Ý nguyện của Mao Trạch Đông là được hỏa táng khi chết, nhưng thực tế thi thể ông được ướp và trưng bày trong Nhà kỷ niệm Mao Chủ tịch. Việc xây dựng Nhà kỷ niệm Mao Chủ tịch được tiến hành ngay sau khi ông qua đời. Nhà kỷ niệm Mao Chủ tịch có diện tích 70.000 mét vuông hoàn tất năm 1977. Với dòng chữ "毛主席纪念堂" (Nhà kỷ niệm Mao Chủ tịch) bằng bạch kim trên nền đá hoa cương màu mận. 44 cột đá xung quanh tòa nhà được tô điểm thêm mái ngói men vàng, tạo thành một tổng thể kiến trúc uy nghiêm.
Hệ thống cung cấp điện ánh sáng, chống ẩm được cải tạo và thiết kế mới. Tòa nhà chia thành nhiều tầng lớp giám sát đảm bảo an toàn, do cơ quan trung ương điều khiển chỉ huy.

## Quá trình ướp xác
Theo tiết lộ của Lý Chí Thỏa, bác sĩ riêng của Mao Trạch Đông thì khi Mao mất, vì lúc đó quan hệ Trung Quốc với Liên Xô đang xấu nên họ gửi hai người đến Hà Nội để học hỏi cách bảo quản thi hài, theo cách bảo quản thi hài Chủ tịch Hồ Chí Minh tại Lăng Chủ tịch Hồ Chí Minh tuy nhiên hai người này đã bị đuổi về.

## Xây dựng
Nhà kỷ niệm Mao Chủ tịch được khởi công xây dựng sau khi Mao Trạch Đông qua đời (9 tháng 9 năm 1976). Lễ động thổ diễn ra vào ngày 24 tháng 11 năm 1976, hoàn thành ngày 24 tháng 5 năm 1977. Một người trong đội xây dựng Nhà kỷ niệm Mao Chủ tịch viết chữ lên tấm bảng của Nhà kỷ niệm Mao Chủ tịch. Trên một tờ báo của Trung Quốc, vào đầu năm 1977, người dân khắp nước Trung Quốc đổ về để thiết kế và xây dựng Nhà kỷ niệm Mao Chủ tịch. Nhiều vật liệu có chất liệu tốt được chuyển về như đá granite từ Tứ Xuyên, đĩa sứ từ Quảng Đông, gỗ thông từ Diên An, Thiểm Tây, đá từ núi Thiên Sơn, sỏi từ Nam Kinh...
Nước và cát từ eo biển Đài Loan cũng đã được đưa về để tượng trưng cho sự nhất thống của nước Cộng hòa Nhân dân Trung Hoa. Hơn 70.000 người đến từ Bắc Kinh, Giang Tô, Sơn Tây, Vân Nam, Thượng Hải, Hồ Nam... đã tham gia xây dựng Nhà kỷ niệm Mao Trạch Đông. Nhà kỷ niệm Mao Chủ tịch được đóng cửa tạm thời để cải tạo trong vòng 9 tháng. Đến tháng 9 được mở cửa trở lại để người đến viếng. Trong nhà kỷ niệm có xây dựng hệ thống chiếu sáng, chống ẩm, thang máy tự động an toàn, đáng tin cậy nhất trong lăng.
| “ | Ngày 11/9, tôi được thông báo giao phụ trách tổ công tác bảo quản thi hài Chủ tịch Mao Trạch Đông. Khi đó tôi mới biết thi hài ông phải được bảo quản, lưu giữ lâu dài và xây dựng nhà kỷ niệm để mọi người vào viếng. Rõ ràng quyết định này mới được đưa ra, có lẽ là trong ngày hôm đó. Tôi tuy đã đảm nhận nhiều nhiệm vụ y tế quan trọng, nhưng lần này lại không thấy tự tin như các lần trước. Bảo quản thi thể không khó, yêu cầu chỉ là để lâu không bị phân hủy, điều này đều đã có các phương pháp khoa học. Nhưng bảo quản thi hài để mọi người chiêm ngưỡng di hài thì lại khác, yêu cầu sắc mặt, thần thái, dung mạo phải đạt chuẩn, lại còn chịu ảnh hưởng bởi chiếu sáng, nhiệt độ và độ ẩm. Là một bác sĩ lâm sàng, kiến thức của tôi về mặt này không nhiều, thực tế lại không có phương pháp khoa học chắc chắn, trong khi đó yêu cầu phải kịp thời áp dụng các biện pháp bảo quản, không được để lỡ thời gian kẻo gây nên tổn thất không thể bù đắp được. Nhiệm vụ chính trị vô cùng trọng đại đó, tuy rất nhiều khó khăn nhưng không thể không đảm đương, vì vậy tâm tư của tôi rất phức tạp… (Ngô Giới Bình) | ” |

## Mô tả

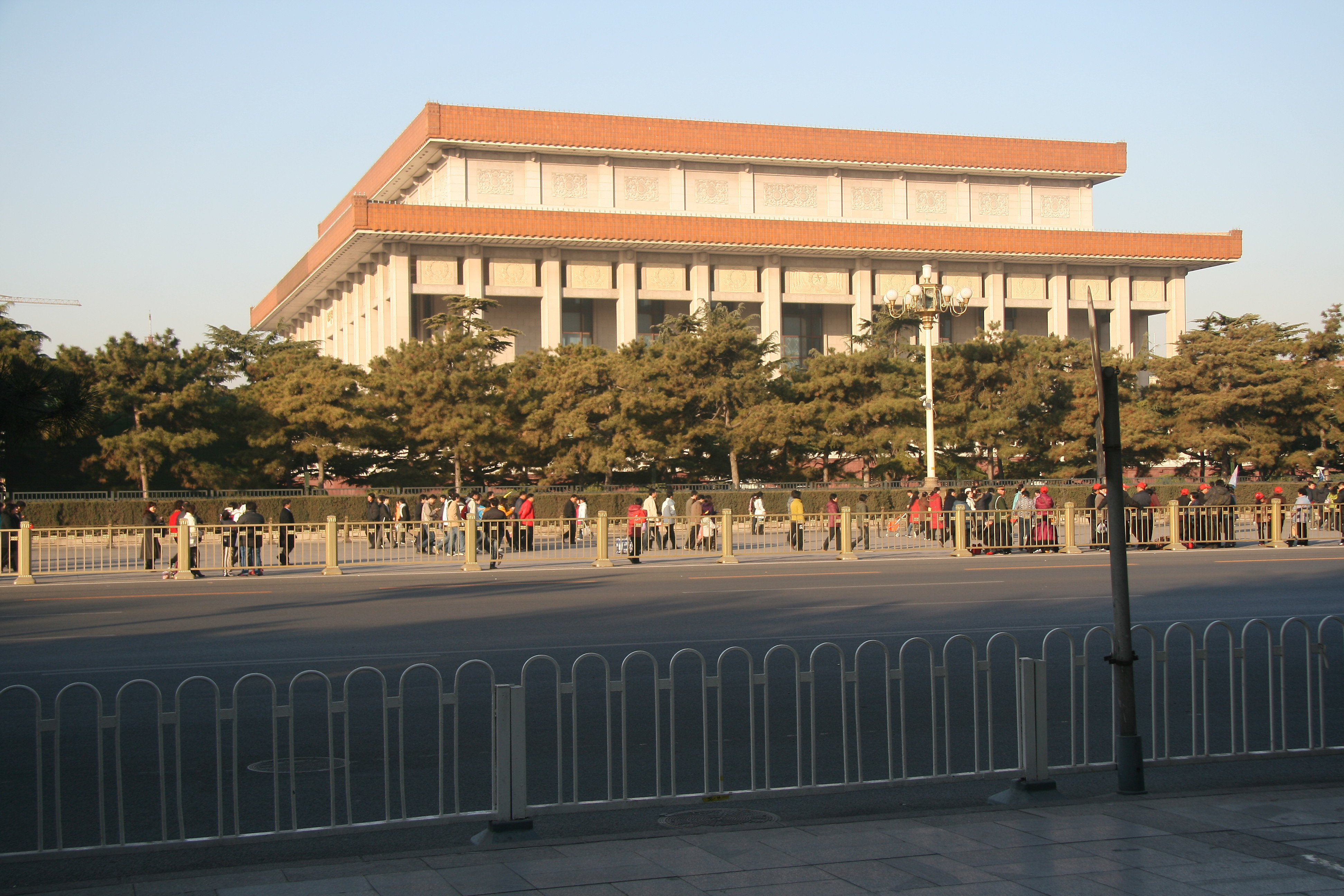
Nhà kỷ niệm Mao Chủ tịch

Nhà kỷ niệm Mao Chủ tịch có diện tích 70.000 m vuông, được thiết kế vào tháng 8 năm 1977. Trên đỉnh nhà kỷ niệm là dòng chữ "毛主席纪念堂" (Nhà tưởng niệm Mao Chủ tịch) bằng bạch kim trên nền đá hoa cương màu mận. Xung quanh lăng sừng sững với hơn 40 cột đá xung quanh được tô điểm thêm một màu vàng.
Trước nhà kỷ niệm là cửa được làm bằng gỗ quý từ Hồ Nam. Trên bức tường trong nhà kỷ niệm là lá cờ đỏ năm sao được khắc bằng đá quý trên bức tường đá mài đen. Trong phòng đặt thi hài có hệ thống chiếu sáng, chống ẩm và thang máy tự động. Trong lồng kính, Mao Trạch Đông đang nằm với bộ quần áo quân phục, trên là lá đảng kỳ Đảng Cộng sản Trung Quốc đắp lên người chủ tịch. Hai bên là những cây dương xỉ xanh và bức tường làm bằng gỗ quý Sơn Đông. Một hệ thống kiểm soát an ninh được trang bị trước lăng. Bên cạnh đó là những cửa hàng bán hoa.
Sân trước có một tượng đài để tưởng niệm các anh hùng liệt sĩ. 4 phía lăng đều có trồng cây thông tươi tốt quanh năm. Hai bên lăng là Đại lễ đường Nhân dân và Nhà tưởng niệm các anh hùng, bảo tàng quốc gia. Sân sau là lối đi rộng để nghỉ ngơi và các khu tiếp theo của quảng trường Thiên An Môn và khu lưu niệm.

## Hoạt động
Nhà kỷ niệm Mao Chủ tịch mở cửa hoạt động 5 ngày trong 1 tuần, thứ ba, tư, năm, bảy, chủ nhật. Mở cửa từ 7:30-11:30 vào mùa nóng và 8:30-12:00 vào mùa lạnh. Vào ngày lễ và chủ nhật Nhà kỷ niệm Mao Chủ tịch sẽ mở cửa thêm 30 phút. Riêng thứ hai và thứ sáu Nhà kỷ niệm Mao Chủ tịch đóng cửa để cải tạo lại. Khoảng vào giữa tháng 11, Nhà kỷ niệm Mao Chủ tịch tạm đóng cửa để tu bổ lại. Sau sinh nhật Mao Trạch Đông Nhà kỷ niệm Mao Chủ tịch tạm thời đóng cửa để bổ sung phần nước còn thiếu vào thi hài Mao Trạch Đông để giữ gìn được lâu dài.

## Khách đến tham quan
Ở Nhà kỷ niệm Mao Chủ tịch, khách vào cửa miễn phí, phải qua cổng kiểm soát an ninh. Khách đến tham quan phải ăn mặc lịch sự. Không mang điện thoại di động, máy ảnh, máy quay phim. Phải trật tự, đi nhẹ, nói khẽ, không được đùa giỡn. Tỏ thái độ tôn nghiêm đối với Mao Chủ tịch.

## Thư viện hình

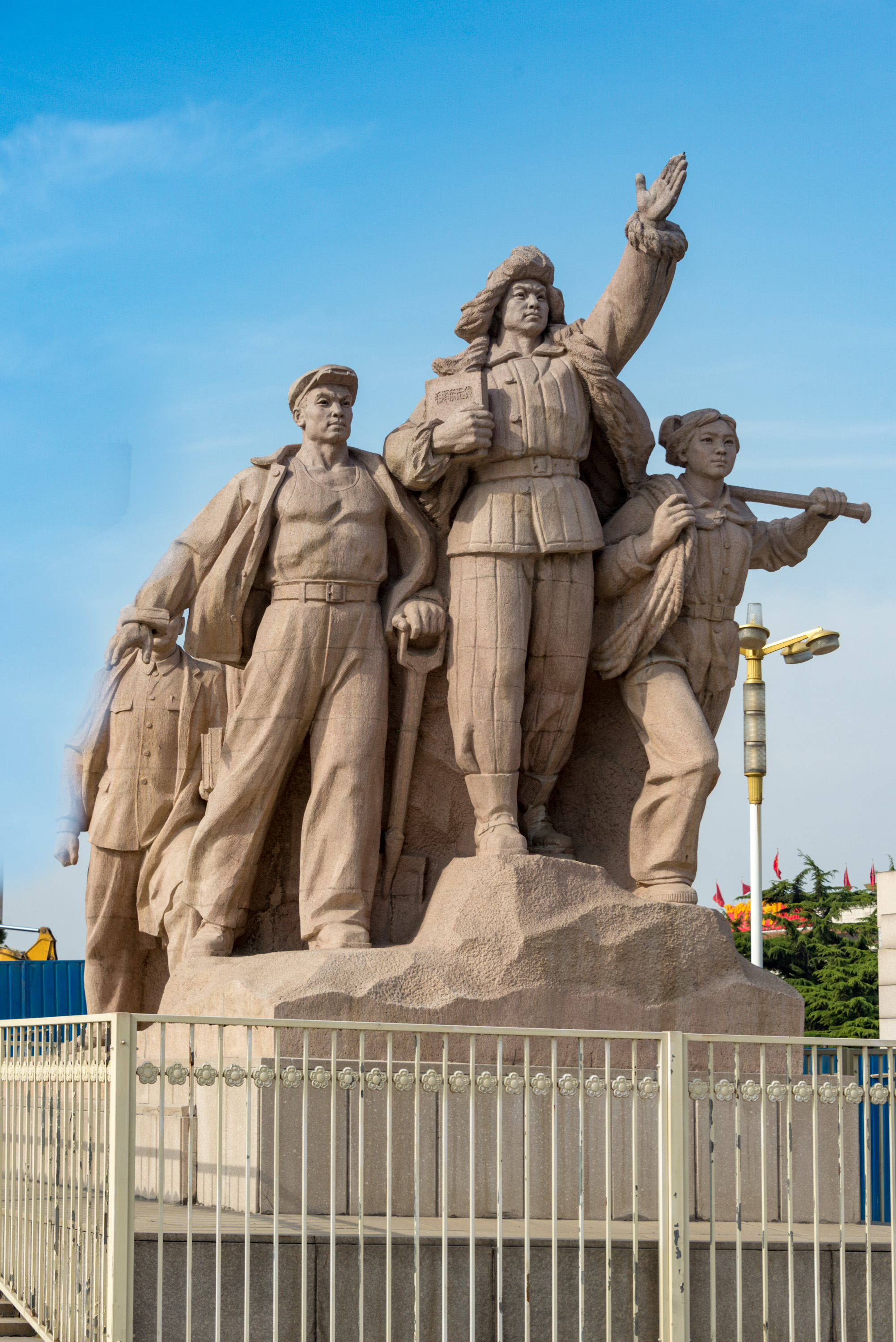
Tượng đài trước lăng Mao Trạch Đông
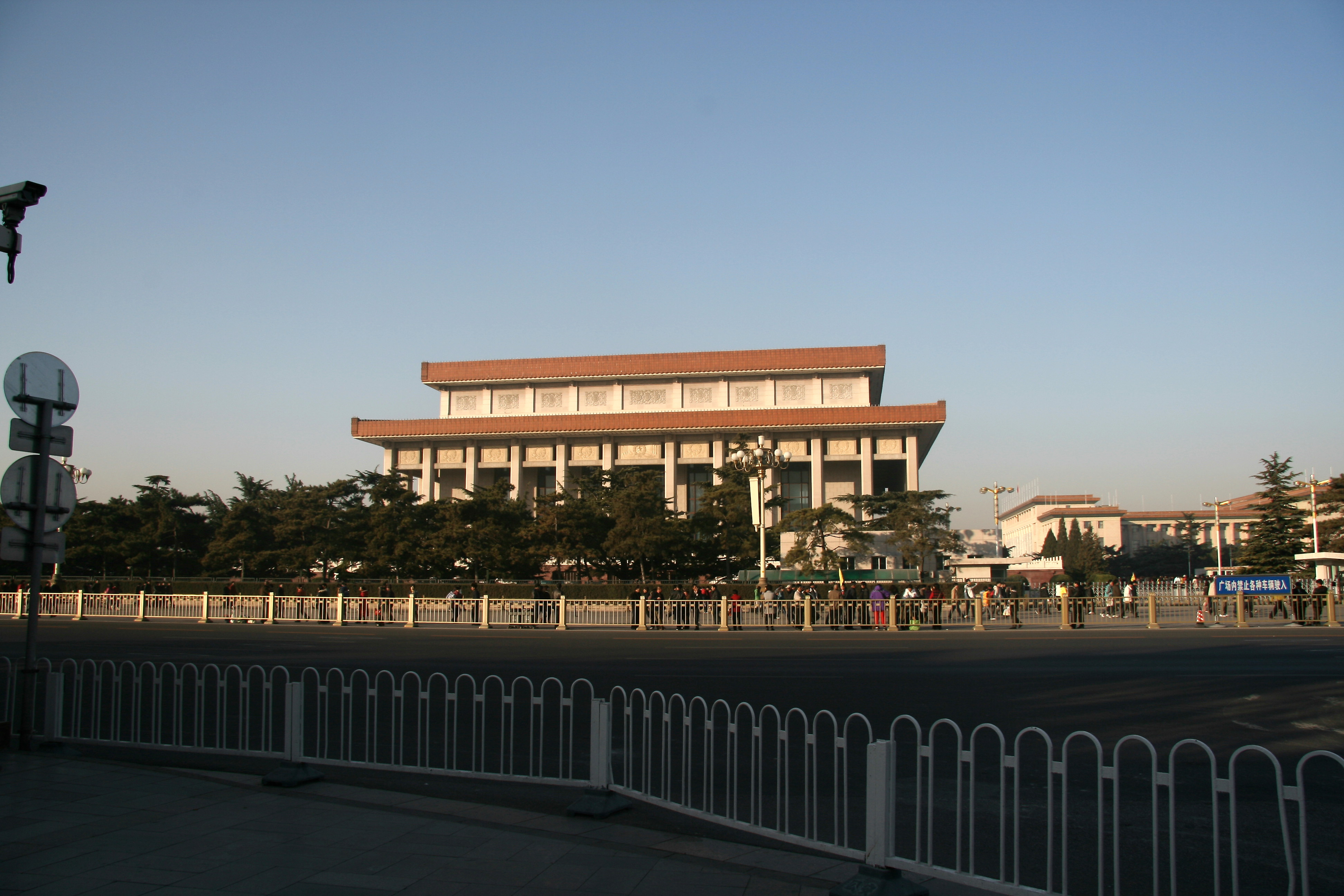
Lăng Mao Trạch Đông nhìn từ đằng xa